# 林庄站
林庄站是一个京沪线上的铁路车站，位于山东省平原县林庄乡，建于1943年，目前为四等站，邮政编码为253114。目前客运：办理旅客乘降；不办理行李、包裹托运；不办理货运营业。